# Inverno e Monteleone
Inverno e Monteleone (lombardul: Invèrän e Muntagliòn) település Olaszországban, Lombardia régióban, Pavia megyében. Lakosainak száma 1444 fő (2023. január 1.). Inverno e Monteleone Gerenzago, Sant’Angelo Lodigiano, Villanterio, Corteolona e Genzone, Miradolo Terme és Santa Cristina e Bissone községekkel határos.

## Népesség
A település lakossága az elmúlt években az alábbi módon változott:
| Lakosok száma | 1489 | 1493 | 1444 |
|               | 2017 | 2018 | 2023 |